# مهتاب جدی (فیلم ۲۰۰۹)
مهتاب جدی (به انگلیسی: Serious Moonlight) فیلمی محصول سال ۲۰۰۹ و به کارگردانی شریل هاینز است. در این فیلم بازیگرانی همچون مگ رایان، تیموتی هاتن، کریستن بل و جاستین لانگ ایفای نقش کرده‌اند.